# Руда-Маленецька (гміна)
Гміна Руда-Маленецька (пол. Gmina Ruda Maleniecka) — сільська гміна у східній Польщі. Належить до Конецького повіту Свентокшиського воєводства.
Станом на 31 грудня 2011 у гміні проживало 3289 осіб.

## Територія
Згідно з даними за 2007 рік площа гміни становила 110.03 км², у тому числі:
- орні землі: 38.00%
- ліси: 52.00%

Таким чином, площа гміни становить 9.65% площі повіту.

## Населення
Станом на 31 грудня 2011:
| Опис     | Загалом | Загалом | Чоловіки | Чоловіки | Жінки | Жінки |
| -------- | ------- | ------- | -------- | -------- | ----- | ----- |
| одиниця  | осіб    | %       | осіб     | %        | осіб  | %     |
| все      | 3289    | 100     | 1626     | 49.44    | 1663  | 50.56 |
| міське   | 0       | 100     | 0        |          | 0     |       |
| сільське | 3289    | 100     | 1626     | 49.44    | 1663  | 50.56 |

## Сусідні гміни
Гміна Руда-Маленецька межує з такими гмінами: Конське, Радошице, Фалкув.